# Сенниковы (Шабалинский район)
Сенниковы — опустевшая деревня в Шабалинском районе Кировской области. Входит в состав Новотроицкого сельского поселения.

## География
Расположена на расстоянии примерно 15 км по прямой на север от райцентра посёлка Ленинское.

## История
Была известна с 1873 года как починок при речке Грязновке (Сениковы), где дворов 10 и жителей 63, в 1905 (Сенниковский) 11 и 71, в 1926 (деревня Сенниковы) 18 и 91, в 1950 — 12 и 42, в 1989 — 10 жителей.

## Население
Постоянное население не было учтено как в 2002 году, так и в 2010.